# En tongs au pied de l'Himalaya
Pour plus de détails, voir Fiche technique et Distribution.
En tongs au pied de l'Himalaya est un film français réalisé par John Wax et sorti en 2024. Il s'agit du premier long métrage en solo du réalisateur, adapté du spectacle solo éponyme de Marie-Odile Weiss. John Wax avait déjà coréalisé Tout simplement noir avec Jean-Pascal Zadi, qui fait ici une apparition en dentiste.
Il est présenté en compétition au Festival du film francophone d'Angoulême, en août 2024.

## Synopsis
L'histoire raconte le parcours d'une mère qui s'occupe de son enfant de six ans dont on a diagnostiqué un trouble du spectre de l'autisme, et qui se bat pour sa prochaine scolarisation.

## Fiche technique
Sauf indication contraire, les informations mentionnées dans cette section peuvent être confirmées par la base de données cinématographiques Unifrance,  présente dans la section « Liens externes ».
- Titre original : En tongs au pied de l'Himalaya
- Réalisation : John Wax
- Scénario : John Wax et Marie-Odile Weiss, d'après le spectacle solo éponyme de Marie-Odile Weiss
- Musique : Michel-Ange Merino
- Décors : Maamar Ech-Cheikh
- Costumes : Sarah Guichard
- Photographie : Vincent Mathias
- Son : Cédric Berger et Olivier Mortier
- Montage : Nadège Kintzinger
- Production : Julien Deris et David Gauquié
  - Production associée : Jean-Luc Ormières
- Sociétés de production : Cinéfrance Studios (France), en coproduction avec La Compagnie cinématographique (Belgique), Le Pacte (France) et Panache Productions (Belgique)
- Sociétés de distribution : Le Pacte (France) ; JMH Distributions (Suisse romande)[4]
- Pays de production :  France
- Langue originale : français
- Format : couleur — Scope — son 5.1
- Genre : comédie dramatique
- Durée : 93 minutes
- Dates de sortie :
  - France : 27 août 2024 (Festival du film francophone d'Angoulême)[2] ; 13 novembre 2024 (sortie nationale)
  - Belgique[5], Suisse romande[4] : 13 novembre 2024

## Distribution
- Audrey Lamy : Pauline
- Nicolas Chupin : Fabrice
- Eden Lopes : Andréa
- Naidra Ayadi : Samia
- Benjamin Tranié : Valentin
- Jean-Charles Clichet : Thomas
- Steve Tientcheu : Bastien
- Stéphan Wojtowicz : Henry
- Tatiana Gousseff : Jacqueline
- Jean-Pascal Zadi : le dentiste

## Production

### Genèse et développement
Mi-février 2023, la société Paradiso Media s'est associée avec Cinéfrance pour adapter le podcast En tongs au pied de l'Himalaya en long métrage réalisé par John Wax qui partage également l'écriture du scénario avec Marie-Odile Weiss.

« Alors que je venais de terminer Barbaque avec Fabrice Eboué, David Gauquié, le producteur de Cinéfrance, m’a demandé si j’avais des envies pour réaliser mon propre film. Nous étions juste avant le confinement et mon amie Marie-Odile Weiss, qui créait son spectacle, m’a invité à la première. Il s’appelait En tongs au pied de l'Himalaya et était inspiré de son histoire personnelle, celle de mère d’un enfant autiste. Au-delà du titre que j’aimais bien, j’ai adoré ce seule-en-scène parce qu’il était à la fois drôle, touchant, et il y avait déjà tous les éléments pour faire un bon film. Les salles de spectacle ayant fermé dès le lendemain, elle n’a pu donner qu’une représentation. Mais lorsque j’ai déjeuné avec David, je lui ai raconté la pièce, puis lui ai fait lire le texte et il a été tout aussi séduit. J’ai donc appelé Marie-Odile pour lui demander si ça l’intéresserait d’adapter sa pièce en film et nous avons commencé à travailler ensemble l’écriture d’un scénario qui mêlait des expériences vécues comme sa relation avec la maîtresse de son fils et d’autres choses qui m’étaient plus personnelles. Voilà pourquoi il y a aussi beaucoup de moi dans le personnage de Pauline, la mère, notamment dans son rapport à la famille. »

— John Wax
Le Pacte en est responsable de la distribution.

### Distribution des rôles
Mi-mars 2023, Audrey Lamy est révélée dans le rôle de Pauline, mère de l'enfant autiste, aux côtés de Nicolas Chupin et Benjamin Tranié. John Wax, impressionné de son rôle dramatique dans le film Polisse (2011) de Maïwenn et dans celui de Coexister de Fabrice Éboué, a « découvert qu’elle était capable de tout jouer, (…) capable de varier les genres » et lui a envoyé le scénario : elle a accepté au bout de deux heures :

« C'est un ensemble de choses. L'histoire était très belle et je trouvais original de traiter l'autisme par le prisme d'une mère qui est un peu perdue. L'ambition de John n'était pas de réaliser un film sur l'autisme, mais sur une femme qui va devoir trouver du courage, de la patience et une stabilité pour vivre sereinement avec le handicap de son fils. Pauline n'a pas les codes et elle veut apprendre à son fils à être indépendant alors qu'elle ne l'est pas du tout. D'une certaine manière, ils ont l'un et l'autre un handicap qu'ils devront dépasser. »

— Audrey Lamy
Parmi des centaines de jeunes acteurs, Eden Lopes est choisi pour incarner Andréa.

### Tournage
Le tournage débute en février 2023 en région parisienne.

## Accueil

### Festivals et sortie
En tongs au pied de l'Himalaya est sélectionné en compétition officielle au Festival du film francophone d'Angoulême, où il est projeté le 27 août 2024, ainsi qu'au Festival du film français d'Helvétie, le 13 septembre suivant.
Le Pacte annonce, fin avril 2024, sa distribution du film dans les salles françaises, le 13 novembre prochain.